# Egling an der Paar

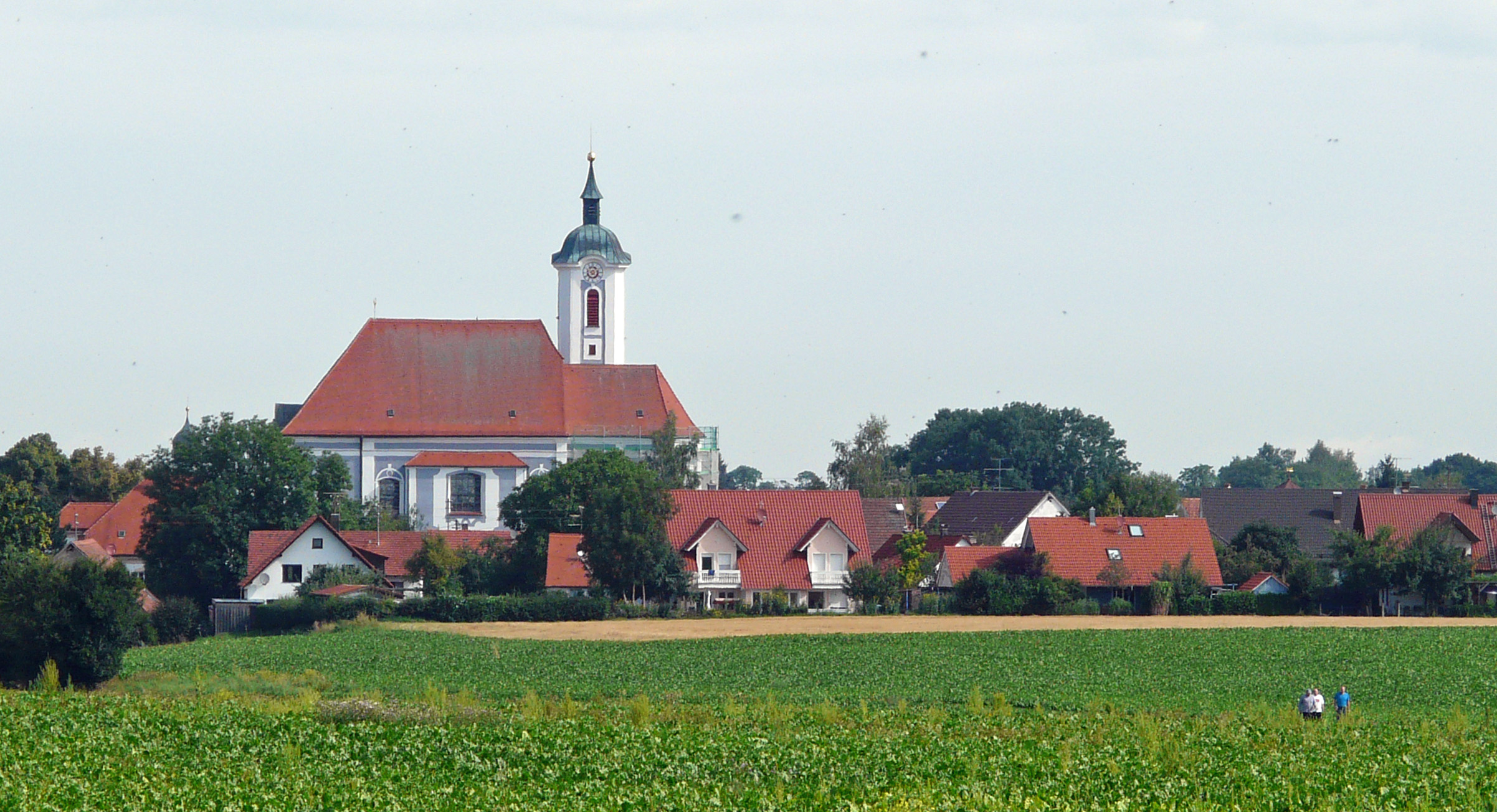
Egling an der Paar von Süden

Egling an der Paar (amtlich: Egling a.d.Paar) ist eine Gemeinde im oberbayerischen Landkreis Landsberg am Lech.

## Gemeindegliederung
Gemeindeteile sind das Pfarrdorf Egling an der Paar, das Kirchdorf Heinrichshofen und der Weiler Hattenhofen. Es gibt die Gemarkungen Egling an der Paar und Heinrichshofen.

## Geschichte

### Bis zur Gemeindegründung
Mehrere Hügelgräber im Gemeindegebiet lassen auf eine erste Besiedelung in der Hallstattzeit schließen, das heutige Dorf geht jedoch auf die Landnahme im 6. Jahrhundert zurück. Vermutlich bestand das Dorf in dieser Zeit nur aus einem Hof, dem heutigen Frietingerhof.
Urkundlich wird Egling erstmals 1133 erwähnt.
Unter- und Oberegling bestanden zunächst jeweils nur aus vier Gehöften und einer Mühle, durch Hofteilungen und der Ansiedelung von Kleinbauern entwickelten sich die beiden Orte ab dem 12. Jahrhundert zu Dörfern. 
Der Pfarrsitz befand sich in Unteregling, bereits im Mittelalter zählten Unter- und Oberegling samt Hattenhofen 123 Familien.
Egling an der Paar gehörte zum Rentamt München und zum Landgericht Landsberg des Kurfürstentums Bayern. Im Zuge der Verwaltungsreformen in Bayern entstand mit dem Gemeindeedikt von 1818 die heutige Gemeinde.

### Eingemeindungen
Im Zuge der Gebietsreform in Bayern wurde am 1. Juli 1971 die Gemeinde Heinrichshofen eingegliedert.

### Einwohnerentwicklung
- Zwischen 1988 und 2019 wuchs die Gemeinde von 1595 auf 2357 um 762 Einwohner bzw. um 47,8 %.

| Jahr      | 1970 | 1987 | 1991 | 1995 | 2005 | 2010 | 2015 | 2016 | 2018 | 2019 |
| --------- | ---- | ---- | ---- | ---- | ---- | ---- | ---- | ---- | ---- | ---- |
| Einwohner | 1413 | 1543 | 1803 | 1838 | 2210 | 2253 | 2247 | 2284 | 2312 | 2357 |

## Politik

### Gemeinderat
| Jahr | CSU/BG | SPD | DG | WGH | BP | ÖDP | gesamt | Wahlbeteiligung |
| ---- | ------ | --- | -- | --- | -- | --- | ------ | --------------- |
| 2020 | 5      |     | 2  | 2   | 2  | 3   | 14     |                 |
| 2014 | 5      |     | 3  | 2   | 2  | 2   | 14     | 74,29 %         |
| 2008 | 5      |     | 4  | 3   | 2  |     | 14     |                 |
| 2002 | 5      | 1   | 4  | 3   | 1  |     | 14     | 78,4 %          |

Legende:
- BG = Bürgergemeinschaft
- DG = Dorfgemeinschaft Egling-Heinrichshofen
- WGH = Wählergemeinschaft Heinrichshofen

### Bürgermeister
- Erster Bürgermeister (seit Mai 2014): Ferdinand Holzer (CSU/Bürgergemeinschaft)
- Altbürgermeister (seit Mai 2014): Leonhard Wörl (CSU/Bürgergemeinschaft)
- Altbürgermeister (seit 2002): Friedrich Kircher sen. (CSU/Bürgergemeinschaft)[9]

### Wappen
| | Blasonierung: „In Rot ein dreizackiger, aufrecht stehender silberner Ger.“ |
| Wappenbegründung: Der dreizackige, aufrecht stehende Ger entspricht dem Siegelbild der Herren von Egling, das an Urkunden von 1293 für Heinrich von Eglingen und von 1347 für Ulrich den Eglinger überliefert ist. Dieses Ortsadelsgeschlecht ist schon zwischen 1065 und 1111 erstmals urkundlich nachweisbar; es ist vermutlich in der zweiten Hälfte des 14. Jahrhunderts ausgestorben. Die Farben Silber und Rot sind die Farben der Welfen und erinnern daran, dass das Gemeindegebiet im Hochmittelalter zum welfischen Besitzkomplex am Lechrain gehört. Egling war Sitz welfischer Ministerialen. Dieses Wappen wird seit 1956 geführt. |                                                                            |

### Gemeindepartnerschaften
- Foussais-Payré, Frankreich; seit 1990

## Wirtschaft und Infrastruktur

### Wirtschaft einschließlich Land- und Forstwirtschaft
2018 gab es in der Gemeinde 226 sozialversicherungspflichtige Arbeitsplätze. Von der Wohnbevölkerung standen 965 Personen in einem versicherungspflichtigen Beschäftigungsverhältnis. Damit war die Zahl der Auspendler um 739 Personen größer als die der Einpendler. 16 Einwohner waren arbeitslos. Die 30 landwirtschaftlichen Betriebe bewirtschafteten insgesamt 1517 Hektar (Stand 2016).

### Verkehr

#### Schienenverkehr

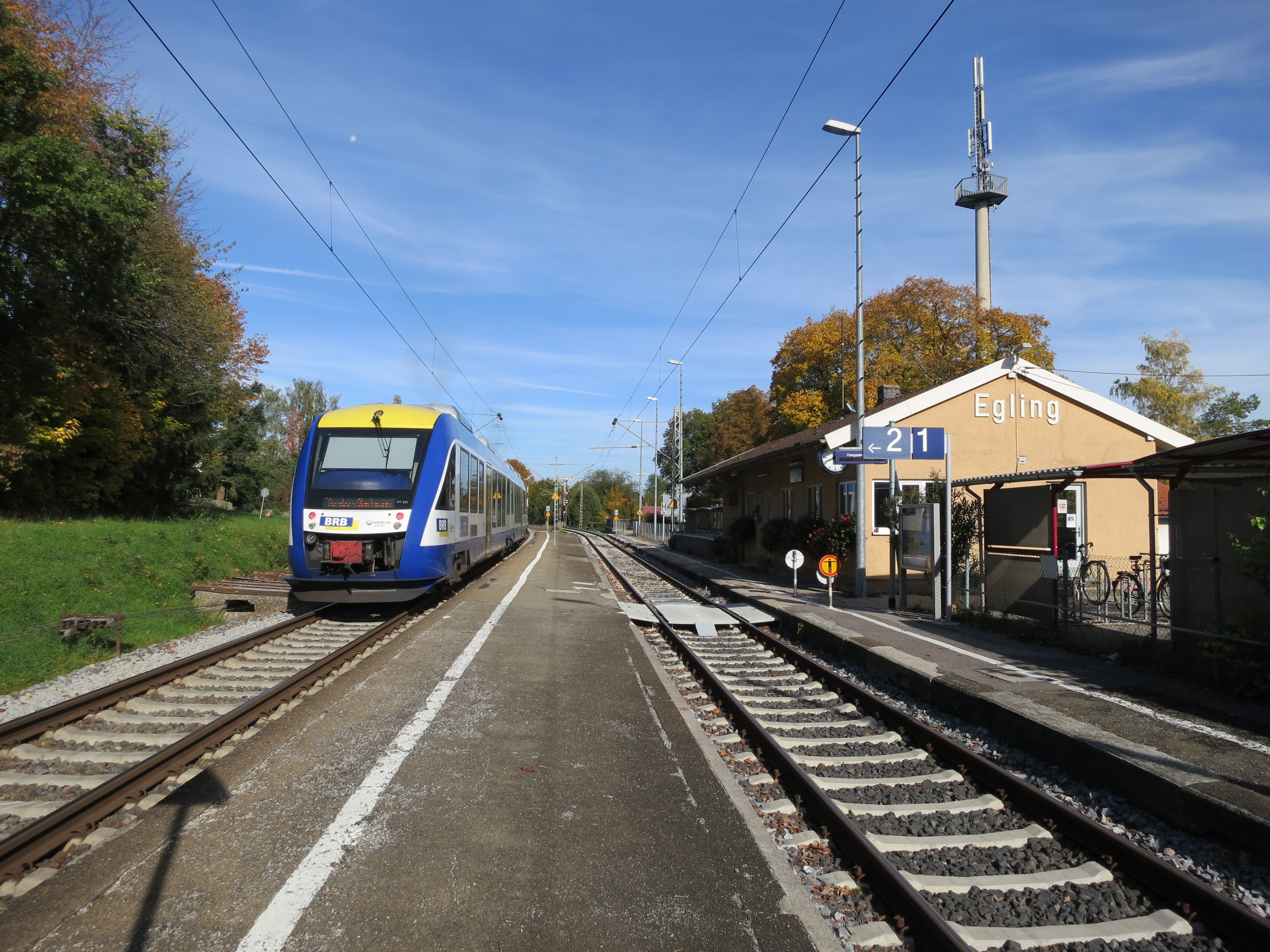
Bahnhof Egling mit Zug der BRB

Am westlichen Ortsrand von Egling verläuft die eingleisige Ammerseebahn von Mering über Geltendorf und Dießen nach Weilheim. Sie wird von der Deutschen Bahn als Kursbuchstrecke 985 geführt. An der Ammerseebahn befindet sich im Norden von Egling der Bahnhof Egling. Er ist heute neben dem Nachbarbahnhof Walleshausen der einzige Bahnhof im Nordabschnitt der Strecke, an dem noch Zugkreuzungen möglich sind. Der Bahnhof hat heute zwei Bahnsteiggleise. Das durchgehende Hauptgleis befindet sich an einem Zwischenbahnsteig, das Überholgleis am Hausbahnsteig. Daneben existiert ein Ladegleis, das im Jahr 2000 durch Ausbau der Weichen stillgelegt wurde. Um auch umgeleitete ICE-Züge aufnehmen zu können, ist das Überholgleis 609 Meter lang.

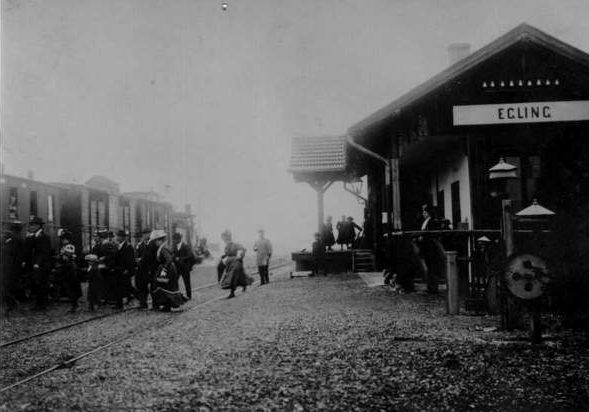
Bahnhof Egling um 1900

Die Ammerseebahn wurde am 30. Juni 1898 durch die Königlich Bayerischen Staatseisenbahnen eröffnet. An ihr entstand der Zugkreuzungsbahnhof Egling. Der Bahnhof erhielt ein einstöckiges gemauertes Empfangsgebäude mit Holzverkleidung im Lokalbahnstil. 1940 wurde das Gebäude umgebaut und die Holzverkleidung entfernt. Im Empfangsgebäude befand sich neben den Dienst- und Warteräumen auch eine Güterhalle. Bis zum 7. September 1970 wurde die Ammerseebahn zwischen Mering und Geltendorf elektrifiziert. 1987 wurde die Verladeanlage für den Zuckerrübentransport am Ladegleis abgebaut. Bis 1993 wurde der Bahnhof regelmäßig im Güterverkehr bedient.
Der Bahnhof wird seit 2008 im Stundentakt durch die Züge der Bayerischen Regiobahn (BRB) von Augsburg-Oberhausen nach Schongau bedient. In der Hauptverkehrszeit fahren einzelne Verstärkerzüge zwischen Augsburg und Geltendorf. Alle Züge, die auf der Strecke fahren, bedienen den Bahnhof. Von 1980 bis 1982 hielt der Eilzug E 2682, der ab Augsburg als Schnellzug D 782 weiter nach Hamburg-Altona fuhr, in Egling. Seit 1991 fahren keine Fernverkehrszüge mehr auf der Ammerseebahn.

#### Busverkehr
Egling ist in den Münchner Verkehrs- und Tarifverbund (MVV) integriert. Durch Egling und den Eglinger Gemeindeteil Heinrichshofen verkehrt täglich die Buslinie 816 von Heinrichshofen über Egling, Walleshausen, Kaltenberg, Weil und Penzing nach Landsberg am Lech. Außerdem ist Egling durch die Buslinie 828 nach Grafrath angebunden.

### Bildung
Es gibt folgende Einrichtungen:
- Haus des Kindes (Krippe, Kindergarten, Hort) mit 140 Pätzen und 134 angemeldeten Kindern (Stand 1. März 2019)
- Grundschule Egling a.d.Paar mit fünf Lehrkräften und 111 Schülern (Schuljahr 2020/21).[17]

## Bau- und Bodendenkmäler

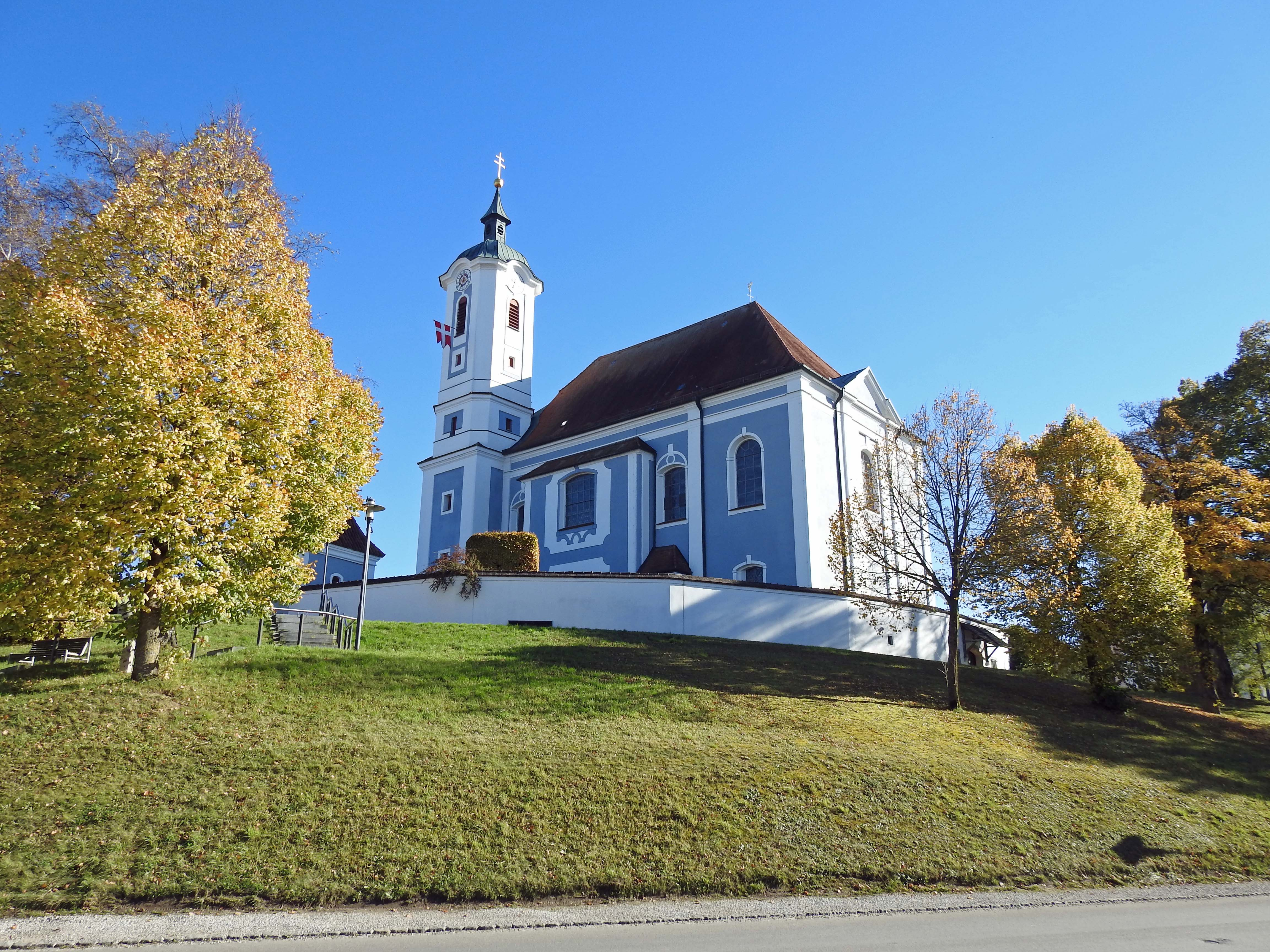
Pfarrkirche St. Vitus in Egling an der Paar

## Söhne und Töchter
- Gottfried Sieber (* 1940), deutscher Benediktinerabt